# Weidling (Gemeinde Klosterneuburg)
Weidling ist ein Ort und eine Katastralgemeinde der Stadt Klosterneuburg in Niederösterreich. Weidling hat 3295 Einwohner (Stand 1. Jänner 2025) und eine Gesamtfläche von 16,5 km².

## Geschichte
Urkundlich wurde Weidling zum ersten Mal 1108 als „Widenice“ (slawisch Waldbach) erwähnt und beging deshalb im Jahr 2008 seine 900-Jahr-Feier.
Nach der Pestepidemie in der frühen Neuzeit war der Ort mit acht Einwohnern fast ausgestorben. Infolge der Zweiten Wiener Türkenbelagerung 1683 brannte die Siedlung ab.
Im 19. Jahrhundert wurde Weidling ein Kur- und Erholungsort (Villenbestand aus der 2. Hälfte des 19. Jahrhunderts und dem Beginn der 20. Jahrhunderts). Bekannte Wiener haben sich hier deswegen niedergelassen. Auf dem Weidlinger Friedhof befinden sich beispielsweise die Grabstätten des Dichters Nikolaus Lenau, des Orientalisten Joseph Freiherr Hammer von Purgstall und des Wiener Bürgermeisters Cajetan Felder.
Die im Jahr 1848 errichtete Gemeinde war bis zur Eingemeindung im Jahr 1938 zu Groß-Wien eine selbständige Gemeinde. Bei der Ausgliederung von Wien, die de facto im Jahr 1954 vollzogen wurde, blieb Weidling wie die anderen Orte gleich bei der Stadt Klosterneuburg und wurde nicht wieder selbständig.

## Politik
Verwaltungsrechtlich untersteht Weidling der Stadtgemeinde Klosterneuburg, wobei im Ort ein Ortsvorsteher die Interessen der Stadt und der Weidlinger Bevölkerung wahrnimmt. Ortsvorsteher ist Martin Trat.

## Öffentliche Einrichtungen
In Weidling befindet sich ein Kindergarten und eine Volksschule.

## Infrastruktur, Wirtschaft, Kultur und Verkehr
Weidling hat eine über 125 Jahre alte Volksschule. Außerdem verfügt der Ort über seine Freiwillige Feuerwehr Weidling, eine Pfadfindergruppe und eine Altpfadfindergilde, einen Fußballverein, der sich mit dem Klosterneuburger Sportverein fusionierte sowie über einen Kulturverein, der sich mit der Förderung und der Sammlung von historisch bedeutsamen Unterlagen und Gegenständen sowie diversen Vernissagen und Ausstellungen beschäftigt.
Von 1908 bis 1919 war Weidling mit dem Elektrischen Oberleitungs-Automobil-Betrieb der Gemeinde Weidling mit dem Bahnhof Klosterneuburg-Weidling verbunden, diese Linie war einer der ersten Oberleitungsbus-Betriebe Österreichs.
Vom Rothengraben im Waldgebiet der österreichischen Bundesforste führte eine Waldbahn zum Holztransport nach Weidling. Diese Waldbahn wurde 1921–1922 erbaut und endete in Weidling am Lagerplatz zwischen Reichergasse und Elisabethgasse (Möstelgrund). Ihre Gleise hatten 600 mm Spurweite, die Bahn war 3,3 km lang, sie hatte eine 300 m lange Zubringerstrecke und ein Ladegleis in den Kierlinger Rotgraben. Transportiert wurden Langholz und Holzscheite, es sollen ungefähr 72.000 Festmeter Holz transportiert worden sein. Die beladenen Wagen rollten per Hand gebremst ohne Lokomotive talwärts und wurden von der Lokomotive wieder bergwärts gezogen. Entgleisungen kamen häufig vor, ein Bremser starb bei einem Unfall. 1926 wurde eine Teilstrecke, 1927 der Rest der Bahn abgetragen und auf der Trasse eine Straße errichtet.
Die Autobuslinie 401 verbindet Weidling mindestens halbstündlich (sonn- und feiertags stündlich) mit Klosterneuburg und den Bahnhöfen Klosterneuburg-Weidling und Klosterneuburg-Kierling.

## Kultur und Sehenswürdigkeiten

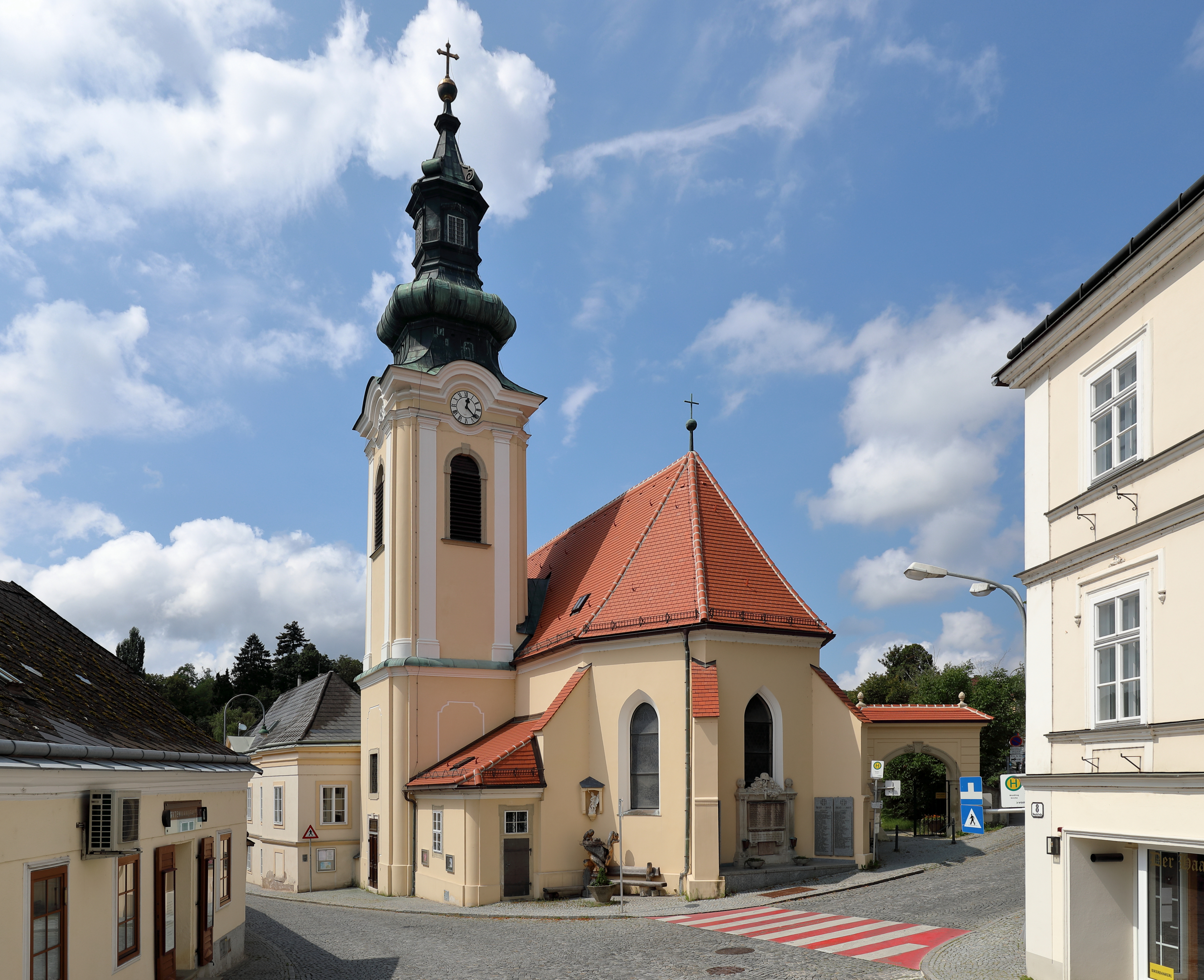
Pfarrkirche im Ortszentrum von Weidling

Die Weidlinger Pfarrkirche ist ein im Kern gotischer, barock vergrößerter Saalbau mit dominantem Südturm.
Siehe auch Liste der denkmalgeschützten Objekte in Klosterneuburg, Abschnitt Katastralgemeinde Weidling.

## Persönlichkeiten
Söhne und Töchter des Orts
- Franz Bucher (1914–1998), Leichtathlet
- Friederica Flora Czada (1898–1999), Tänzerin, Choreografin, Regisseurin und Dozentin für Tanz[7]
- Aemilian Edlauer (1882–1960), Malakologe
- Willibald Eigner (* 1948), Architekt und Politiker
- Erhard Hartung von Hartungen (1819-1893), Arzt
- Helmut Kinzel (1925–2002), Öko- und Pflanzenphysiologe
- Georg Kulka (1897–1929), Schriftsteller
- Richard Mauch (1874–1921), Maler und Illustrator
- Franziska Mayer-Hillebrand (1885–1978), Psychologin
- Josef Schreder (1878–1948), Politiker
- Fritz Weinzinger (1890–1963), Sprinter und Weitspringer

Ehrenbürger
- Adam Müller-Guttenbrunn (1852–1923), Schriftsteller, Theaterdirektor und antisemitischer Politiker[8]
- Josef Reither (1880–1950), Landeshauptmann[9]

mit dem Ort verbunden
- August Wilhelm von Babo (1827–1894), Weinbauforscher sowie Direktor der österreichischen Weinbauschule in Klosterneuburg
- Marianne Haitinger (1906–1986), Schriftstellerin, lebte in Weidling[10]